# Gemeinden Christi
Die Gemeinden Christi sind eine christlich-protestantische Bewegung autonomer Glaubensgemeinschaften. Der Schwerpunkt ihres Glaubensverständnisses ist die absolute Autorität der Bibel als Gottes Wort und die Wiederherstellung des neutestamentlichen Christentums in seiner ursprünglichen Form. Zu ihren markantesten Merkmalen gehören die heilsentscheidende Gläubigentaufe durch Untertauchen, die Feier des Abendmahls und eine kongregationalistische Gemeindeorganisation.

## Geschichte

### Vorgeschichte der Gemeinden Christi
Die Gemeinden Christi entstammen dem Restoration Movement, einer vornehmlich amerikanischen Erweckungsbewegung des frühen 19. Jahrhunderts unter Führung der schottischen Presbyterianer Thomas Campbell, Alexander Campbell, Walter Scott und Barton W. Stone.
Das Restoration Movement entwickelte sich aus den vorhergegangenen protestantischen Erweckungsbewegungen des 18. Jahrhunderts unter Predigern wie John Wesley, Charles Wesley, Jonathan Edwards und George Whitefield, die besonders Grundsätze der Reformation bezüglich des Zugangs aller Menschen zur Bibel und zu einer persönlichen Beziehung mit Gott betont hatten und die die weltlichen Verstrickungen der traditionellen Kirchenhierarchie streng kritisiert hatten. Diese Grundsätze hatten besonders in den amerikanischen Kolonien und den ländlichen Gegenden Englands und Schottlands Anklang gefunden und waren eng mit den Auffassungen der französischen Hugenotten und der deutschen Pietisten verwandt.
Eine erneute Erweckungsbewegung ging um 1800 von der schottischen Hauptstadt Edinburgh aus. Dort hatte der stadtbekannte Prediger James Haldane 1799 eine Kirchengemeinde gegründet, die sich strikt an dem Vorbild der im Neuen Testament beschriebenen christlichen Urgemeinde orientieren sollte. Dies wurde zum Vorbild für viele andere radikalprotestantische schottische Prediger, zu denen unter anderem auch der schottisch-irische Thomas Campbell und sein Sohn Alexander Campbell gehörten.
Die beiden Campbells begannen ihr Reformwerk zunächst in Schottland und England, emigrierten aber bald in die Vereinigten Staaten von Amerika und wurden dort Mitanführer der Bewegung, die sich um das Cane Ridge Revival gebildet hatte, zu dem neben Presbyterianern auch Methodisten und Baptisten gehörten. Nachdem Thomas Campbell auf Drängen der presbyterianischen Hierarchie seine Pfarrstelle in Washington County im Bundesstaat Pennsylvania aufgeben musste, weil er Nichtmitglieder am Abendmahl teilnehmen ließ, verfasste er 1809 seine Declaration and Address. Sie gilt als Grundlage des Restoration Movement. In ihr betonte Thomas Campbell die Einheit aller Christen, die alleinige Autorität der Bibel als Gottes Wort, die Nichtigkeit menschlicher Kirchenpolitik, den Vorrang des einzelnen Gewissens und der einzelnen Vernunft über gelehrte Interpretationen des biblischen Textes, den Vorrang von christlicher Brüderlichkeit über theologische Meinungsunterschiede und das Vorbild der urchristlichen Gemeinde für alle christlichen Gemeinden der Zukunft.
Die Campbells waren forthin die anerkannten Anführer der Gruppierungen, die sich Disciples, Christians oder Churches of Christ nannten und sich schnell mit ähnlichen Gruppen wie der von Barton W. Stone vereinten. Alexander Campbell wurde Herausgeber der Traktatzeitschriften The Christian Baptist und The Millennial Harbinger, die großen Einfluss auf das schnell wachsende Restoration Movement ausübten. Wiederholt debattierte er öffentlich mit anderen christlichen Größen seiner Zeit, z. B. John Walker, William McCalla, dem Gesellschaftsreformer Robert Owen und mit Nathan Lewis Rice. Alexander Campbell gründete zudem 1841 das Bethany College, eine Predigerschule. Die erste Gemeinde, die sich offiziell Church of Christ nannte, entstand 1834 in Knob Creek im Südwesten des US-Bundesstaats Kentucky. Sie besteht noch heute.
Gegen Ende des 19. Jahrhunderts ergaben sich im Restoration Movement zunehmend Spannungen. Der Amerikanische Bürgerkrieg hatte zwischen Mitgliedern im Norden und Süden tiefes Misstrauen gesät, das theologische Meinungsunterschiede noch vorantrieb. Im Süden und in ländlichen Gebieten dominierten die Vorstellungen von David Lipscomb, Herausgeber des Gospel Advocate, und Austin McGary, Herausgeber der Firm Foundation, die sich ausdrücklich gegen jede übergreifende Organisation, gegen Instrumentalmusik im Gottesdienst und für die hohe Bedeutung der Erwachsenentaufe aussprachen. Im Norden und in den Städten widersprachen dem die Anhänger von Isaac Errett, dem Herausgeber des Christian Standard. Letztlich führten solche und ähnliche Debatten zur Spaltung des Restoration Movement in drei Gruppen, die in der amerikanischen Volkszählung von 1906 zum ersten Mal getrennt aufgeführt wurden: die Disciples of Christ, die Christian Church und die Church of Christ.

### Erste Hälfte des 20. Jahrhunderts
Die Churches of Christ befanden sich nun weitgehend unter dem Einfluss von David Lipscomb und seinem Schüler James A. Harding, die beide an der Nashville Bible School lehrten. Allerdings führte das Beharren der Churches of Christ auf Gemeindeautonomie dazu, dass dieser Einfluss mäßig blieb und außer durch Konsens nicht notwendigerweise durchgesetzt wurde. Die Bewegung breitete sich zudem vor allem weiter in den amerikanischen Mittleren Westen und Westen aus, der bis 1920 vor allem vom Süden her und von ländlichen Ranchern und Bauern besiedelt wurde. In dieser Zeit ergaben sich in den Churches of Christ mehrere Untergruppierungen, die sich letztlich nicht durchsetzten und mittlerweile nur noch eine kleine Minderheit darstellen.
Die „Ein-Kelch“-Fraktion beharrte beim Abendmahl darauf, dass alle getauften Mitglieder wie nach dem Vorbild von Jesu letztem Pessachmahl in den Evangelien aus demselben Kelch den „Wein“ tranken (beim „Wein“ handelte es sich hier um Traubensaft, da in den Vereinigten Staaten Alkohol seit dem 19. Jahrhundert unter Christen als verpönt galt und von 1920 bis 1933 gesetzlich verboten war). Viele Anhänger der „Ein-Kelch“-Fraktion sprachen sich auch gegen den sonntäglichen Bibelunterricht aus, der in den Churches of Christ zur Norm geworden war, weil solch ein Unterricht in der Bibel nicht erwähnt ist.
Die Anti-Institutionellen Gemeinden lehnten äußerst streng jede aktive Beteiligung an übergemeindlichen Institutionen ab, so auch an karitativen Waisenhäusern und an den sich zu dieser Zeit formenden Church-of-Christ-bezogenen Universitäten.
Die Prämillenarismus-Gemeinden interpretierten die in der Offenbarung des Johannes beschriebene tausendjährige Herrschaft Christ als einen Vorgang, der erst nach der Rückkehr Christi stattfinden wird.
David Lipscomb war zudem Pazifist und mahnte, dass Christen sich nicht in die Politik dieser Welt einzumischen hätten: Sie sollten sich auf geistliche Dinge konzentrieren. Er sprach sich daher auch gegen die Teilnahme von Christen an Wahlen aus. Lipscombs Einstellung hatte eine weit größere Anhängerschaft als die anderen Gruppen, verschwand aber nach dem Zweiten Weltkrieg fast völlig.
Unter der Mehrheit der Churches of Christ bildete sich jedoch zunehmend der heutige Charakter heraus. Dazu gehören neben den Identitätsfragen des 19. Jahrhunderts ein neuer Missionsdrang, besonders nach Afrika und Asien, und die wachsende Rolle von konfessionellen Universitäten als Zentren des Austauschs, besonders der Pepperdine University in Kalifornien, der Abilene Christian University in Texas, der Harding University in Arkansas, der Oklahoma Christian University in Oklahoma und in Tennessee der Lipscomb University und der Freed-Hardeman University.

### Zweite Hälfte des 20. Jahrhunderts
Im deutschsprachigen Raum etablierten sich die Gemeinden Christi nach 1947 durch den Einfluss von Missionaren der amerikanischen Churches of Christ. Vielerorts entwickelten sich die ersten deutschsprachigen Gemeinden parallel zu amerikanischen, die nach dem Zweiten Weltkrieg nahe amerikanischen Militärbasen entstanden. Seit den 1960er Jahren wurden die deutschsprachigen Gemeinden jedoch zunehmend autonom und sind heute mehrheitlich unabhängig von amerikanischen Missionaren.
Heute identifizieren sich im deutschsprachigen Raum etwa 30 Ortsgemeinden mit den Gemeinden Christi.

## Lehre, Organisation und Praxis

### Ideal
Wie viele andere freie Gemeinden erstreben die Gemeinden Christi ein Gemeindeleben im Sinn der Urgemeinde im Kontext des 21. Jahrhunderts.

### Die Rolle der Bibel und ihre Interpretation
Für die Gemeinden Christi ist die Bibel das inspirierte Wort Gottes, komplett und unfehlbar. Die Gemeinden Christi glauben, dass Gott jeden Menschen mit dem „gesundem Menschenverstand“ (common sense) ausgestattet hat, den biblischen Text zu verstehen und auf sein Leben anzuwenden. Üblicherweise schließt das eine wörtliche Interpretation des Großteils des biblischen Textes ein.
Die Anwendung biblischer Texte unterliegt in den Gemeinden Christi in der Regel drei verschiedenen Lesearten. Die erste ist das Befolgen einer direkten Anweisung (z. B. aus der Apostelgeschichte, Kapitel 2, Vers 38: „‚Kehrt um zu Gott!‘, forderte Petrus sie auf. ‚Jeder von euch soll sich auf den Namen Jesu Christi taufen lassen.‘“). Die zweite ist das Folgen eines biblischen Beispiels, das die Bibel gutheißt (z. B. aus der Apostelgeschichte, Kapitel 14, Vers 23: „Paulus und Barnabas setzten in jeder Gemeinde Leiter ein.“). Die dritte ist ein notwendiger Rückschluss, ohne den die ersten zwei Lesearten nicht möglich wären (z. B. bittet der Apostel Paulus im 1. Brief an die Gemeinde in Korinth darum, an jedem ersten Tag der Woche Geld einzusammeln, um es den Armen zu geben, woraus man schließen muss, dass sich die Gemeinde in Korinth jeden ersten Tag der Woche traf und dass es Arme gab, um die sie sich kümmerten). Schließlich gilt noch das Prinzip des Schweigens: Wo die Bibel schweigt, hat der Christ ihr nichts hinzuzufügen (daher z. B. der Verzicht auf Instrumente im Gottesdienst, da Instrumente im Gottesdienst im Neuen Testament nicht erwähnt sind).
Die meisten Interpretationen, die über diese Richtlinien hinausgehen, werden abgelehnt.
Ausnahmen werden allerdings gemacht. Das erotische Gedicht Hohelied Salomos wird oft als Allegorie verstanden, entweder wie in der jüdischen Tradition als Liebeslied für das Volk Israel oder, wie schon beim Kirchenvater Origenes, als Anspiel auf die Gemeinde als Braut Christi. Auch die Offenbarung des Johannes, das offensichtlich allegorische letzte Buch der Bibel, wird generell als solches anerkannt, meist im Sinne des Amillennialismus.
Zudem werden viele der prophetischen Bücher des Alten Testaments als Metapher verstanden. Die ursprünglichen Verheißungen an das Volk Israel werden auf die christliche Gemeinde selbst übertragen, die sich nach diesem Verständnis aus einem Überrest gläubiger Juden und gläubigen Nichtjuden aus vielen Völkern zusammensetzt.

### Organisation der Gemeinden
Es gibt bei den Gemeinden Christi keine übergeordnete Organisation. Die Selbständigkeit der einzelnen, örtlichen Gemeinde wird betont. Die örtlichen Gemeinden werden von Ältesten, von Diakonen und, in Deutschland selten, von Evangelisten oder der Gesamtheit der Brüder geleitet. Diese Rollen sind allgemein auf Männer beschränkt und unterliegen strikten charakterlichen Auflagen.
Volle Mitgliedschaft in den Gemeinden Christi ist getauften Christen vorbehalten. Die Gemeinden Christi praktizieren die Gläubigentaufe, in der sich Jugendliche und Erwachsene zur Vergebung der Sünden untertauchen lassen, und sehen sie als heilsnotwendigen Bestandteil der Nachfolge Christi. Ihre Auffassung beruht u. a. auf den biblischen Geboten und Vorbildern im Markusevangelium, Kapitel 16, Vers 16; in der Apostelgeschichte, Kapitel 2, Vers 38 und im 1. Petrusbrief, Kapitel 3, Vers 21. Demnach geschieht in der Taufe des an Jesus Gläubigen die Vergebung der Sünden und die Beschenkung mit dem Heiligen Geist. Sie bedeutet damit für die Gemeinden Christi die „Wiedergeburt aus Wasser und Geist“, wie sie im Johannesevangelium, Kapitel 3, Vers 5, erwähnt wird.
In einigen Ortsgemeinden sind amerikanische Missionare aktiv, die in der Regel vor allem neue Gemeinden aufzubauen versuchen. Das Modell, nach dem deutsche Mitglieder zu Evangelisten ausgebildet werden, die diese Arbeit selbst übernehmen, wurde weitgehend aufgegeben; nur eine Handvoll meist im Ruhestand stehender Evangelisten existiert noch. Einige der größeren Ortsgemeinden haben allerdings vollzeitige Mitarbeiter, die sich besonders um die Jugendarbeit und um die Mitgliederwerbung kümmern. Der Großteil der Gemeindearbeit wird von Freiwilligen geleistet.

### Der Gottesdienst
Der Gottesdienst wird von einem getauften Mann (Bruder) geleitet, der in der Regel aus der Bibel vorliest, spontan Gebete spricht und den Gesang leitet – oder diese Komponenten an andere Brüder delegiert.
Das sonntägliche Abendmahl wird als Gedenkfeier verstanden. Jeder getaufte Christ darf daran aktiv teilnehmen. Das Abendmahl ist für die Gemeinden Christi der Zweck der sonntäglichen Zusammenkunft.
In vielen Gemeinden Christi ist eine Predigt Bestandteil des Gottesdienstes. Da die meisten Gemeinden Christi im deutschsprachigen Raum keinen festen Prediger, Evangelisten oder Missionare haben, wird die Predigt in solchen Fällen abwechselnd von mündigen Brüdern gehalten.
Gesungen wird a cappella. Instrumentale Kirchenmusik wird von vielen Gemeinden Christi als Teil der Anbetung abgelehnt, da sie im Neuen Testament weder gelehrt noch praktiziert wird. Dies bedeutet jedoch nicht den generellen Verzicht auf Instrumente zum Zweck der Unterhaltung oder Ausübung von Hobbys. Ähnliches gilt für die Einstellung zu kirchlichen Feiertagen. In den Gemeinden Christi müssen Frauen im Gottesdienst schweigen, auch das Sprechen von Gebeten ist ihnen unter Berufung auf 1. Korinther 14,34 („Mulier in ecclesia taceat“) nicht erlaubt, ebenso wie das Weissagen. Wie in den USA gibt es in Deutschland mittlerweile auch Gemeinden Christi, die Musikinstrumente im Gottesdienst verwenden, Frauen bei der Gottesdienstgestaltung einbeziehen und ihnen das Gebet während der Versammlung erlauben.

### Andere Zusammenkünfte
Die meisten Gemeinden Christi bieten auch innerhalb der Woche örtlich Veranstaltungen für Mitglieder und Gäste an. Am üblichsten sind sogenannte Bibelstunden oder ein Hauskreis, also Diskussionsrunden über die Anwendung der Bibel im täglichen Leben. Diese sind oft auf Interessengruppen zugeschnitten: Männer, Frauen, Senioren, Singles, Jugendliche usw. Kinderbetreuung und -unterhaltung auf christliche Art wird besonders großgeschrieben. Die Aktivitäten sind oft um eine Mahlzeit organisiert und die Atmosphäre ist in der Regel informell.
Die Gemeinden Christi veranstalten auch regelmäßig Treffen für verschiedene Interessengruppen im gesamten deutschsprachigen Raum zum gemeinsamen Austausch, zur Weiterbildung und um sich kennenzulernen. Zu dem Zweck betreiben Freiwillige sogenannte Freizeiten. Diese finden meist im Bibelfreizeitheim in Gemünden im Taunus oder fanden im Schwarzwaldeckhaus bei Kleinzell in Niederösterreich statt. Das Gebäude wurde inzwischen verkauft. Die prägnantesten dieser Treffen sind die jährlich stattfindenden Kinder- und Jugendfreizeiten in Gemünden, die Osterjugendtreffen in Bad Marienberg im Westerwald, die Skifreizeit in Andiast, die Männerfreizeit in Neckarzimmern nahe Heidelberg, die Frauenfreizeiten in Neckarzimmern sowie in Filzmoos nahe Salzburg in Österreich sowie Seminare mit theologischen Akademikern und mit Predigern aus den USA in Köln oder in Gemünden im Taunus. Darüber hinaus veranstalten einzelne Ortsgemeinden Jugendtreffen in den entsprechenden Städten.

### Einstellung gegenüber anderen Glaubensgemeinschaften
Bis heute gehören die meisten örtlichen Gemeinden keiner ökumenischen Organisation an. Diese Abgrenzung besteht u. a. wegen der Tauflehre, da viele Kirchen aus Sicht der Gemeinden Christi die Menschen nicht zur biblisch wahren Wiedergeburt führen. Diese Position wird allerdings nicht in allen Ortsgemeinden vertreten, und in einigen Städten arbeiten die Gemeinden Christi mit anderen freikirchlichen Gruppen informell zusammen. In Deutschland erkennen die meisten Gemeinden Christi andere protestantische Gruppierungen durchaus als Christen an, auch wenn sie dafür bekannt sind, zu einem Dialog nur auf der Grundlage der Bibel bereit zu sein.
Diese Offenheit hat sich besonders verstärkt, seit sich die Gemeinden Christi zunehmend an dem unter Freikirchen zunehmend populären Community-Church-Modell orientieren, zu deren frühen Pionieren in Deutschland sich aus Gemeinden Christi mitentwickelte freie Gemeinden gehören, die zwar nicht den Namen Gemeinde Christi tragen, deren Mitglieder von ihnen aber voll anerkannt werden.